# Vịt mắt vàng thường
Vịt mắt vàng thường, tên khoa học Bucephala clangula, là một loài chim trong họ Vịt.

## Môi trường sống và sinh sản
Môi trường sinh sản của chúng là rừng taiga. Chúng được tìm thấy trong các hồ và sông của các khu rừng sâu trên khắp Canada và miền bắc Hoa Kỳ, Scotland, Scandinavia, các nước vùng Baltic và miền bắc nước Nga. Chúng di cư và sống đông nhất ở các vùng nước ven biển được bảo vệ hoặc các vùng nước nội địa mở ở vĩ độ ôn hòa hơn. Theo tự nhiên, chúng làm tổ trong các hốc trên cây lớn, nơi chúng quay trở lại năm này qua năm khác, mặc dù chúng cũng dễ dàng sử dụng các hộp làm tổ.

## Phân loài
- B. c. clangula (Linnaeus, 1758): Vịt mắt châu Âu
- B. c. americana (Bonaparte, 1838): Vịt mắt vàng châu Mỹ